# Temporada de huracanes del Pacífico de 2014
La temporada de huracanes del Pacífico de 2014 fue una de las más activas y costosas desde que se comenzaron a llevar registros confiables en 1949. La temporada comenzó oficialmente el 15 de mayo en el Océano Pacífico Oriental y el 1 de junio en el Pacífico Central; ambos terminaron el 30 de noviembre. Estas fechas delimitan convencionalmente el período de cada año en el que se forman la mayoría de los ciclones tropicales en estas regiones del Pacífico.
Al comenzar la temporada, las expectativas de actividad tropical eran altas, y la mayoría de las agencias meteorológicas predijeron una temporada cercana o superior al promedio. La temporada comenzó con un comienzo activo, con tres ciclones tropicales desarrollándose antes del 15 de junio, incluidos dos huracanes de categoría 4, de los cuales uno se convirtió en el ciclón tropical más fuerte jamás registrado en mayo en el Pacífico Oriental. Después de un período menos activo a finales de junio y principios de julio, la actividad volvió a recuperarse a finales de julio. La actividad aumentó en agosto, que incluyó cuatro huracanes importantes, y persistió durante septiembre y octubre. Sin embargo, la actividad finalmente disminuyó a principios de noviembre. En general, las 22 tormentas tropicales marcaron el total más alto en 22 años. Además, se desarrolló una cifra récord de 16 huracanes. Además, hubo un total de nueve huracanes mayores, de categoría 3 o superior en la escala de huracanes de Saffir-Simpson, incluidos ocho, que entonces empataban el récord en el Pacífico oriental propiamente dicho (al este de 140°O).
La temporada activa resultó en numerosos récords y momentos destacados. En primer lugar, el huracán Amanda fue el huracán más fuerte del mes de mayo y el primero de categoría 4 registrado. Un mes después, el huracán Cristina se convirtió en el segundo gran huracán más temprano, aunque fue superado por el huracán Blanca al año siguiente. En agosto, el huracán Iselle se convirtió en el ciclón tropical más fuerte jamás registrado en azotar la Isla Grande de Hawái, mientras que el huracán Marie fue el primer huracán de categoría 5 desde 2010. El mes siguiente, el huracán Odile se convirtió en el ciclón tropical más destructivo de la temporada y el más intenso. y destructivo ciclón tropical tocará tierra en la península de Baja California.

## Pronósticos
Antes de cada temporada de huracanes en el Pacífico, la Oficina Nacional de Administración Oceánica y Atmosférica de los Estados Unidos (NOAA) y el Servicio Meteorológico Nacional (SMN) de México emiten pronósticos de la actividad de los huracanes. Estos incluyen cambios semanales y mensuales en factores importantes que ayudan a determinar la cantidad de tormentas tropicales, huracanes y huracanes importantes dentro de un año en particular. Según la Oficina Nacional de Administración Oceánica y Atmosférica de los Estados Unidos (NOAA), la temporada promedio de huracanes en el Pacífico oriental entre 1981 y 2010 contuvo aproximadamente 15 tormentas tropicales, 8 huracanes, 4 huracanes mayores, con un índice de Energía Ciclónica Acumulada (ACE) casi normal entre 80 y 115. En términos generales, ACE es una medida del poder de una tormenta tropical o subtropical multiplicado por el tiempo que existió. Solo se calcula para avisos completos sobre sistemas tropicales y subtropicales específicos que alcanzan o superan velocidades de viento de 39 mph (63 km/h). El Oficina Nacional de Administración Oceánica y Atmosférica (NOAA) normalmente clasifica una temporada como superior al promedio, promedio o inferior al promedio según el índice ACE acumulativo, pero a veces también se considera la cantidad de tormentas tropicales, huracanes y huracanes importantes dentro de una temporada de huracanes.

### Previsiones de pretemporada
El 12 de marzo de 2014, el Servicio Meteorológico Nacional (SMN) emitió su primer pronóstico para la temporada de huracanes en el Pacífico, esperando un total de quince tormentas con nombre, siete huracanes y tres huracanes mayores. Un mes después, el 12 de abril de 2014, la agencia revisó su pronóstico a catorce tormentas con nombre, siete huracanes y cinco huracanes importantes, citando el desarrollo anticipado de El Niño para una actividad superior al promedio, en comparación con el promedio de 1949-2013 de 13.

### Previsiones de mitad de temporada
El 22 de mayo de 2014, el Centro de Predicción Climática (CPC) anunció su predicción de 14 a 20 tormentas con nombre, de siete a once huracanes, de tres a seis huracanes mayores y una energía ciclónica acumulada (ACE) dentro del 95-160% de la mediana. También pidió un 50% de probabilidad de una temporada por encima de lo normal, un 40% de probabilidad de una temporada casi normal y un 10% de probabilidad de una temporada por debajo de lo normal. De manera similar a la perspectiva del Servicio Meteorológico Nacional (SMN), la base para el pronóstico fue la expectativa de una cizalladura del viento por debajo del promedio y temperaturas de la superficie del mar por encima del promedio, ambos factores asociados con las condiciones de El Niño. El Centro de Predicción Climática (CPC) también señaló que el Pacífico Oriental se encontraba en una pausa que comenzó en 1995; sin embargo, esperaban que esto fuera compensado por las condiciones favorables antes mencionadas.

## Resumen de la temporada
| Rank | Daños totales     | Año  |
| ---- | ----------------- | ---- |
| 1    | ≥$13.071 billones | 2023 |
| 2    | $4.64 billones    | 2013 |
| 3    | $3.15 billones    | 1992 |
| 4    | >$2.51 billones   | 2024 |
| 5    | $1.62 billones    | 2010 |
| 6    | ≥$1.577 billones  | 2018 |
| 7    | $1.52 billones    | 2014 |
| 8    | $834 millones     | 1982 |
| 9    | $760 millones     | 1998 |
| 10   | $720 millones     | 1994 |

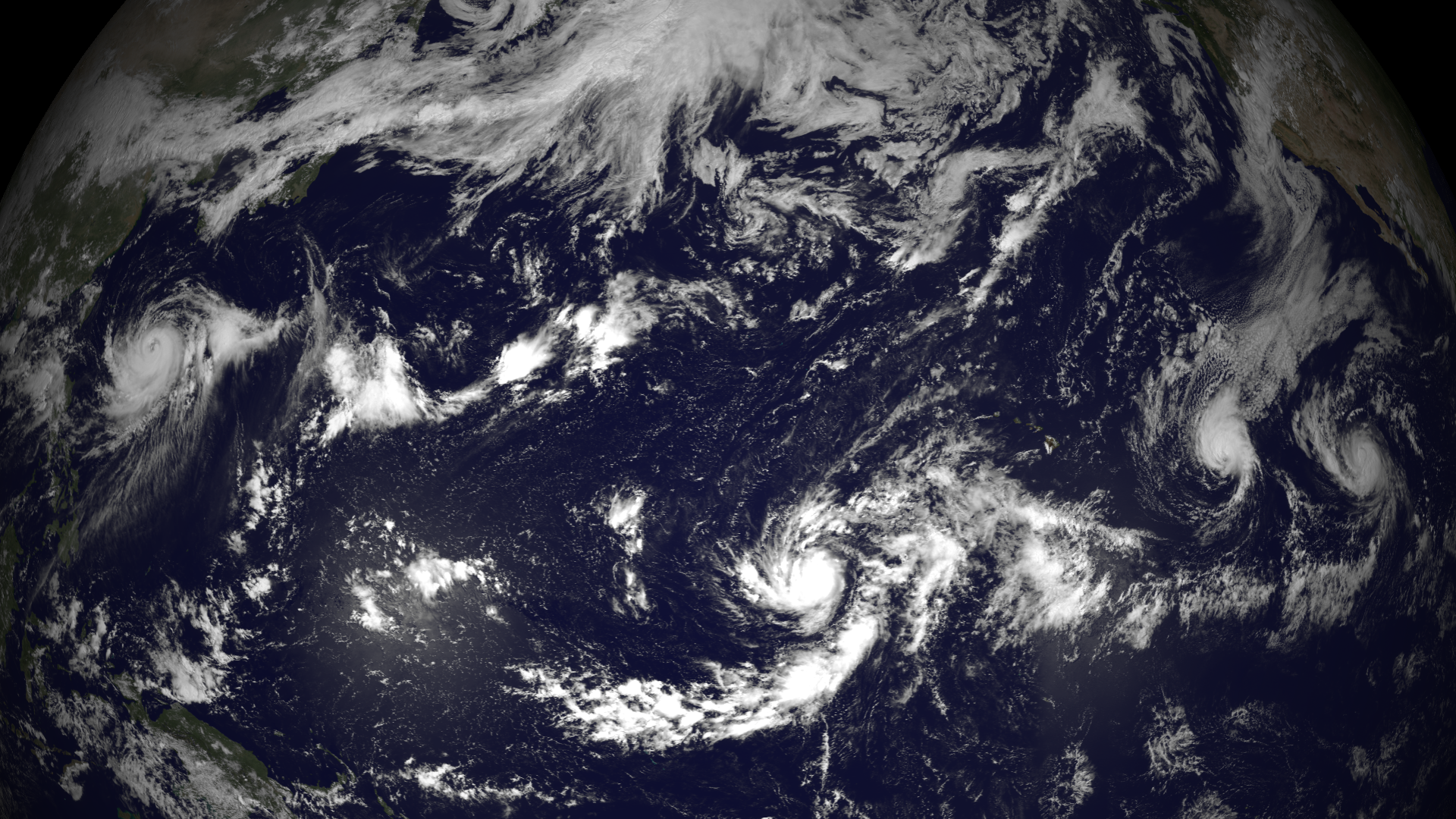
Un tren de cuatro tormentas en el norte de Pacífico el 6 de agosto de 2014; De izquierda a derecha se muestran el tifón Halong, el huracán Genevieve, el huracán Iselle y el huracán Julio.

El índice de Energía Ciclónica Acumulada (ECA) para la temporada de huracanes en el Pacífico de 2014, en total fue de 198.79 unidades (160.3 unidades en el Pacífico Oriental y 38.49 unidades en el Pacífico Central). El ACE total para el Pacífico Oriental fue 43% superior al promedio de 1981-2010 y se ubicó como el séptimo más alto desde 1971.
La primera tormenta tropical de la temporada, Amanda, se formó el 23 de mayo, ocho días después del inicio oficial de la temporada de huracanes (15 de mayo). Basado en el promedio de temporadas entre 1971-2008, la fecha promedio de formación de la primera tormenta nombrada es el 10 de junio. El 24 de mayo, el sistema se convirtió en huracán, sabiendo que la fecha promedio de formación del primer huracán es el 26 de junio. Al día siguiente, el Amanda alcanzó la categoría de huracán mayor, un mes antes que la fecha promedio, el 19 de julio. Debido a la intensidad extrema de Amanda, el valor de ACE para mayo fue el más alto registrado en el Pacífico Oriental con 18.6 unidades, eclipsando el récord anterior de 17.9 unidades establecido en 2001. El huracán Cristina se convirtió en el huracán principal del segundo, el sistema rompió el récord anterior establecido por el huracán Darby en 2010, que alcanzó un estado mayor el 25 de junio. Sin embargo, este récord fue roto por el huracán Blanca en 2015, que alcanzó el estado principal el 3 de junio. Hasta el 14 de junio, el ACE estacional alcanzó su nivel más alto desde 1971, cuando comenzaron los registros confiables, tan temprano en la temporada. A fines de junio, el total de ACE se mantuvo en 230% del valor normal, antes de disminuir a niveles casi promedio hasta finales de julio. A fines de julio, la cuenca se rejuveneció y se formaron 3 sistemas durante los últimos 10 días del mes. La actividad en agosto aumentó significativamente, con cuatro huracanes en desarrollo durante el mes, dos de los cuales se convirtieron en huracanes importantes, excluyendo Iselle y Genevieve, que se formaron en julio, pero se convirtieron en un huracán mayor durante agosto. A finales de agosto, los valores de ACE aumentaron un 60% por encima del promedio de 30 años.
La actividad continua, aunque menos prolífica, se extendió hasta septiembre con cuatro huracanes en desarrollo ese mes. Los valores de ACE se mantuvieron un 45% por encima del promedio a finales de mes. Después de la rápida intensificación del huracán Simon a un huracán de categoría 3 durante la tarde del 4 de octubre, la temporada de 2014 presentó el mayor número de huracanes importantes en la cuenca del Pacífico oriental desde el advenimiento de las imágenes satelitales. Con ocho de estas tormentas al este de 140°O, el año empató con el récord establecido en la temporada de 1992. Sin embargo, este récord fue superado por la temporada de huracanes en el Pacífico de 2015.

## Ciclones tropicales

### Huracán Amanda
Un área de baja presión fue observada en la costa sursudoeste de México a mediados de mayo. Después de que la convección profunda se organizara, a las 21:00 UTC del 22 de mayo el Centro Nacional de Huracanes comenzó a emitir avisos anunciando el seguimiento de la depresión tropical Uno-E, cuando se localizaba a 1020 km al sursudoeste de Manzanillo, México. La mañana del 23 de mayo, fue declarada como la tormenta tropical Amanda. Durante las primeras horas del 24 de mayo, el Amanda comenzó a mostrar un nublado denso central bien definido, así como un aumento de sus bandas convectivas externas, y seis horas después se convirtió en el primer huracán categoría uno de la temporada, ubicándose a 1035 km al sursudoeste de Manzanillo. A las 20:00 UTC de ese día, el Amanda alcanzó vientos sostenidos de 185 km/h, convirtiéndose en huracán categoría tres, el primer huracán mayor de la temporada. A las 09:00 UTC del 25 de mayo, el Amanda fue catalogado como huracán categoría cuatro y seis horas después alcanzó su pico máximo de intensidad con una presión mínima de 932 hPa, vientos máximos de 250 km/h y rachas de hasta 270 km/h, cuando se localizaba a 1240 km al sur de la punta sur de la península de Baja California. Luego de alcanzar su pico de intensidad, una cizalladura vertical de viento, aire seco y una surgencia causaron el debilitamiento del ciclón. Sin embargo, durante la tarde del 27 de mayo, el Amanda reintensificó brevemente a categoría tres y nuevamente su ojo volvió a parecer en las imágenes de satélite, El sistema se debilitó a categoría dos por segunda vez mientras se ubicaba a 920 kilómetros al sursudoeste de la punta sur de la península de Baja California. El 28 de mayo, el Amanda se debilitó a tormenta tropical y luego a depresión tropical el siguiente día. A las 21:00 UTC del 29 de mayo, la depresión degeneró en un área de baja presión no convectiva.
Mientras Amanda se encontraba en su pico de intensidad, sus bandas nubosas afectaron principalmente a los estados del occidente y sur de México, en donde las fuertes lluvias registradas entre el 25 y 28 de mayo provocaron la muerte de tres personas, dos mujeres que fueron arrastradas por una corriente en Zitácuaro, Michoacán, y otra persona en un accidente automovilístico en la Carretera Federal 200 (Acapulco - Pinotepa), en el estado de Guerrero. Las lluvias también provocaron afectaciones en el estado de Colima, entidad que reportó un deslave menor en la autopista Colima - Manzanillo, en el tramo conocido como La Salada, por lo que fue cerrado un carril a la circulación termporalmente.

### Tormenta tropical Boris
El 31 de mayo, un área de baja presión se formó al sur del golfo de Tehuantepec. Tras dos días de observación, el sistema ganó suficiente organización para ser declarada como la depresión tropical Dos-E el 2 de junio. Siguiendo una trayectoria predominantemente hacia el norte, el ciclón se intensificó a la tormenta tropical Boris, alcanzando su pico máximo de intensidad la tarde del 3 de junio, con vientos sostenidos de 65 km/h y una presión mínima de 999 hPa, cuando se localizaba a 205 km al sur-sureste de Salina Cruz, México. Doce horas después, el Boris tocó tierra en la costa del golfo de Tehuantepec, cerca de los límites entre los estados de Oaxaca y Chiapas. Después de haberse internado en el estado de Oaxaca, el Centro Nacional de Huracanes emitió el último aviso del Boris la tarde del 4 de junio, a las 1900 UTC, cuando el ciclón se convirtió en remanentes que aún causaban torrenciales lluvias en el istmo de Tehuantepec.
Los efectos del Boris, aún como área de baja presión el 1 de junio, causaron la muerte de 5 personas en Guatemala a causa de un corrimiento de tierra provocado por fuertes lluvias en la localidad de San Pedro de Necta, departamento de Huehuetenango. El gobierno de ese país ha contabilizado un total de 10 928 damnificados y 223 viviendas dañadas. El 2 de junio, la región sureste de México fue alertada por fuertes lluvias, principalmente en los estados de Oaxaca y Chiapas. En este último, fueron reportados derumbes en San Andrés Duraznal, así también en el tramo carretero Huixtla-Motocintla. Las fuertes lluvias en la región sureste y centro del país provocaron la muerte de un niño en una escuela de Xalapa, Veracruz, cuando a éste le cayera un árbol a causa del reemblandecimiento de la tierra. Por otro lado, 16 000 personas fueron evacuadas en el estado de Chiapas.

### Huracán Cristina
Durante los primeros días de junio, se empezó a vigilar un disturbio al suroeste de México. El 9 de junio, el sistema consolidó su estructura, con bandas formativas concentradas al este de su centro de circulación de magnitud baja, en un ambiente en donde predominaba una cizalladura vertical de viento y una salida de ventilación del sureste que alimentaba a su convección en un estado de profundización. Además, se encontraba sobre aguas cálidas, con una temperatura de 30 grados Celsius, propiciando una ciclogénesis. A las 21:00 UTC de ese día, el Centro Nacional de Huracanes empezó a emitir avisos sobre la depresión tropical Tres-E ubicado a 260 kilómetros al sur de la ciudad de Zihuatanejo, México. Seis horas después, la depresión fue catalogada como tormenta tropical, con el nombre: Cristina. Después de esto, el Cristina continuó intensificándose, con la aparición de un ojo distorsionado o una mancha cálida en su centro. El sistema, con un desplazamiento general hacia el oeste, fue catalogado como un huracán de categoría uno a las 09:00 UTC del 11 de junio, mientras se ubicaba a 425 kilómetros al sur de Manzanillo.  A pesar de encontrarse muy cerca de las costas del Pacífico Mexicano, no se emitieron alertas de huracán debido, por su parte al desplazamiento hacia el oeste del ciclón aunque se advirtieron de marejadas ciclónicas y precipitaciones a lo largo de la costa del país.
A partir de su categorización a huracán, el Cristina inició un período de intensificación rápida, siendo catalogado, primeramente, como un huracán de categoría dos a las 03:00 UTC del 12 de junio, después como un huracán mayor de categoría tres a las 09:00 UTC y alcanzando, a las 12:30 UTC, la categoría cuatro de huracán con un ojo muy definido, aunque estrecho. A las 15:00 UTC, la NHC midió sus vientos en 240 km/h con una presión mínima de 935 hPa indicando así, su pico de intensidad. Después de esto, el ciclón inició a debilitarse paulatinamente, debido al ambiente hostil en el que había ingresado. Este ambiente hostil consistía con la presencia de una fuerte cizalladura vertical de viento al suroeste del sistema consecuentemente influyendo sobre la alimentación supraestructural del ciclón con la entrada de aire seco, además su combustible, el mar, poseía una temperatura menor a 25 grados Celsius. El 14 de junio, a las 15:00 UTC, el Cristina fue degradado a tormenta tropical; 24 horas después a depresión tropical. Finalmente, a las 21:00 UTC del 15 de junio, la convección desapareció y fue sustituido por un remolino de nubosidad de nivel baja. Por lo tanto, la NHC declaró al Cristina como un ciclón postropical ubicado a 490 kilómetros al oeste-suroeste de la punta sur de la península de Baja California. Tiempo más tarde, sus remanentes se disiparon.

### Tormenta tropical Douglas
El ambiente evidentemente conductivo permitió a un área de baja presión consolidar sus bandas convectivas en un centro muy definido. Sus vientos fueron medidos en 30 nudos, 55 km/h a pesar de encontrarse al oeste de un anticiclón de magnitud alta. Por lo tanto, la NHC clasificó a este sistema como la depresión tropical Cuatro-E mientras se ubicaba a 525 kilómetros al sursudoeste de Manzanillo, México. A las 22:15 UTC del día 29 de junio el sistema se intensificó a tormenta tropical, la cuarta de esta temporada. El 30 de junio la tormenta alcanzó su pico de intensidad, 85 km/h (50 mph), sin embargo la NHC notó que esta estimación de vientos podría ser mucho más baja. Como resultado de la presencia de aire seco en el sistema de circulación del Douglas y el contacto con aguas más frías, sus vientos descendieron a 65 km/h el 2 de julio. Las condiciones ambientales casi infavorables impidieron su intensificación y a la vez, su degradación, manteniendo su intensidad constante hasta el 5 de julio. A las 03:00 UTC del 6 de julio, el Douglas fue declarado como un ciclón postropical con una convección profunda desaparecida y su centro de circulación expuesto.

### Tormenta tropical Elida
El precursor del Elida fue un área de baja presión que se ubicaba paralelo a las costas del Pacífico Mexicano. Este sistema se organizó durante la madrugada del 30 de junio. Las imágenes de satélite revelaban un centro de circulación de magnitud baja parcialmente expuesto al noroeste de bandas nubosas convectivas en estado de profundización. Esto es debido a la presencia de una cizalladura de viento al noroeste del centro. Además se detectó vientos máximos medidos en 45 nudos, unos 85 km/h.  Estos factores fueron suficientes para catalogar al sistema como la quinta tormenta tropical de la temporada, con designación: 05E y nombre: Elida ubicado a 195 kilómetros al sursudoeste de Lázaro Cárdenas, México. Con esto, se emitieron avisos y alertas para afrontar este fenómeno. Después de esto, el desplazamiento del Elida se tornó estacionario a 180 kilómetros al sur de Manzanillo, México, debido a la influencia de la cizalladura de viento al noreste del sistema, lo que explicaría también la débil intensidad de la tormenta (85 km/h, 50 mph). El sistema se debilitó gradualmente y se convirtió en un ciclón postropical el 2 de julio.

### Tormenta tropical Fausto
La tormenta tropical Fausto duró poco. Se formó a partir de un área de baja presión localizado a 1.852 kilómetros al suroeste de la punta sur de la península de Baja California. Este adquirió una convección muy organizada anclado en un centro de circulación de magnitud baja definido. Dicho esto, se clasificó como un ciclón tropical, con designación 06E. El ciclón mantuvo constante su intensidad, con vientos máximos de 75 km/h (45 mph), debido a factores termodinámicos infavorables. Una dorsal subtropical al norte impedía el giro del Fausto y mantenía su desplazamiento oeste-noroeste; una entrada de aire seco propició la desorganización covectiva de la tormenta a pesar de estar en aguas cálidas y ambiente con poco predominio de cizalladuras de viento. Por lo tanto, el sistema fue degradado a una depresión tropical ubicado a 2.305 kilómetros al oeste-suroeste de la península; a 2.420 kilómetros de este, el sistema finalmente se disipó. No representó peligro en tierra.

### Tormenta tropical Wali
El 17 de julio, el Centro de Huracanes del Pacífico Central inició a emitir avisos sobre la depresión tropical Uno-C, a 1.720 kilómetros al este-sureste de Honolulu, Hawái. En una hora, la depresión se intensificó; a medida que la CPHC procesaba información proveniente de las imágenes de satélite, que detectaban vientos mayores de 40 nudos al oeste del centro del sistema, así que se decidió a categorizar al sistema como la tormenta tropical Wali a las 22:00 UTC del 17 de julio. Después de esto, el Wali continuó desplazándose en dirección noroeste debido a una dorsal subtropical ubicado al noreste. A medida que su convección profunda continuaba influyendo sobre la estructura del Wali, su centro de circulación de nivel bajo se ubicaba al oeste de esta. Basado en las imágenes de satélite se determinó que el centro de la tormenta se encontraba más al norte y oeste de lo que se creyó anteriormente, mientras era degradado a depresión tropical a las 21:00 UTC del 18 de julio. A las 03:00 UTC del 19 de julio, las imágenes de satélite mostraron solo un vórtice de nubes de magnitud baja siendo estos, los remanentes del Wali o un ciclón postropical.

### Huracán Genevieve
El día 23 de julio, se empezó a vigilar un área de perturbación a 1.370 kilómetros al suroeste de isla Clarión. Su estructura mostraba un área de convección persistente con un centro de circulación de nivel bajo con bandas nubosas formándose alrededor de su centro, en especial, el sur. Después de esto, el sistema entró en un ambiente propicio para su desarrollo, con una cizalladura vertical de viento de magnitudes de ligera a moderada con una temperatura superficial del mar entre 28 y 29 grados Celsius, aunque era insuficiente puesto que su fortalecimiento era muy lento. Sin embargo, a las 09:00 UTC el sistema se convirtió en la tormenta tropical Genevieve ubicado a 2.400 kilómetros al este-sureste de South Point, Hawái. A las 15:00 UTC la tormenta alcanzó vientos de 75 km/h con una presión de 1004 hPa. Debido a otra cizalladura de viento, su intensidad no aumentó y el 26 de julio, el sistema se degradó a una depresión tropical, después cruzó el meridiano 140ºO donde empezó a ser vigilado por el Centro de Huracanes del Pacífico Central. De nuevo, el sistema seguía asediado por la cizalladura sumado a la entrada de aire seco al centro de sistema, lo cual supuso su debilitamiento. El sistema se degradó a una baja presión postropical a 1.430 kilómetros de South Point, Hawái el 28 de julio.
El 29 de julio, la CPHC observó una tendencia intensificadora sobre el sistema con una convección profunda semidesarrollada y un centro apenas localizable. Con altibajos en su intensidad, el Genevieve continuó desplazándose sobre el Pacífico central en los siguientes dos días, siempre sobre el sureste de las islas Hawái. De nuevo, la cizalladura de viento ahora localizado al este del sistema provocó su degradación, por segunda vez, a un ciclón postropical el 31 de julio.  Dos días después, el 2 de agosto, sus remanentes se reorganizaron y se convirtieron, por segunda vez, en una depresión tropical mientras se ubicaba a 1.070 kilómetros al este-sureste de Honolulú, Hawái. Luego de desplazarse al oeste durante tres días manteniendo esta intensidad, el Genevieve fue categorizado como una tormenta tropical el 6 de agosto ubicado a 705 kilómetros al suroeste del Atolón Johnston. Se convirtió en un huracán de categoría 1 a las 15:00 UTC de ese día. A partir de esto, el ciclón tuvo una intensificación rápida y llegó a alcanzar la categoría cuatro en sólo 12 horas. El 7 de agosto, el huracán cruzó la línea internacional de cambio de fecha, en donde pasó al área de responsabilidad de la Agencia Meteorológica de Japón.

### Huracán Hernán
El huracán Hernán se formó de un área de baja presión a 648 kilómetros al suroeste de Manzanillo, México. La baja presión, mostraba un incremento en su convección y sus bandas nubosas. Fue designado como la depresión tropical Ocho-E el 26 de julio. A las 21:00 UTC el sistema fue catalogado como la tormenta tropical Hernán. Después de esto, el ciclón se intensificó hasta alcanzar su máximo pico de intensidad de vientos de 120 km/h con una presión de 992 hPa, como huracán de categoría uno. Después de esto, una entrada de aire seco al sistema provocó la disipación de las bandas nubosas del Hernán. De esta manera, el sistema se degradó a una tormenta tropical el 28 de julio. Finalmente, su entrada a aguas frías provocaron su degradación a ciclón postropical el 29 de julio. No representó peligro en tierra.

### Huracán Iselle
El Iselle se formó derivado de un área de baja presión en asociación con una onda tropical. Éste presentaba actividad de tormentas eléctricas y precipitaciones. Durante los días siguientes, el disturbio se fortaleció, adquiriendo características tropicales. Fue catalogado como la tormenta tropical Iselle a las 21:00 UTC del 31 de julio con designación 09E. A las 09:00 UTC del 1 de agosto, el Iselle había desarrollado una convección profunda con actividad tormentosa periférica al centro a medida que la tormenta continuaba intensificándose en medio de un ambiente predominante de una cizalladura de ligera a moderada y aguas cálidas. Siguiendo una trayectoria oeste-noroeste, desplazándose al norte de una cresta subtropical, se convirtió en un huracán de categoría uno con un ojo bien definido y actividad tormentosa alrededor de este. Al encontrarse en medio de condiciones muy favorables, el huracán incrementó su intensidad mientras seguía consolidando su estructura. A las 15:00 UTC del 4 de agosto, el Iselle alcanzó su máximo pico de intensidad de vientos de 220 km/h (140 mph) y una presión mínima de 947 hPa, considerado como el tercero de la temporada en alcanzar la categoría cuatro en la Escala de Saffir-Simpson. Estructuralmente, el sistema mostraba las características típicas de un huracán anular como simetría convectiva y un ojo muy redondeado. Entrando a un área con una temperatura superficial del mar fría y una cizalladura de viento al suroeste del sistema, sumado a la entrada de aire seco al centro, el ciclón se debilitó paulatinamente.
A las 15:00 UTC, el ciclón pasó al área de responsabilidad de la CPHC.  La entrada de aire seco y una cizalladura de viento degradaron al Iselle a la categoría uno el 6 de agosto. Después de esto, la estructura del ciclón se desorganizó y fue degradado a tormenta tropical antes de tocar tierra sobre el sur de Hawái a las 12:30 UTC del 8 de agosto. Debido al contacto con las montañas de la isla de Hawái o Big Island, la convección del Iselle se desintegró y su actividad tormentosa se disipó. La CPHC emitió su aviso final destacando la degradación del Iselle a un sistema de remanentes el 9 de agosto. Se encontraba ubicado a 320 kilómetros al oeste-suroeste de Honolulu. A su paso por el archipiélago, se tomaron precauciones, desde el 2 de agosto, para enfrentar el impacto directo del ciclón. Varios vuelos fueron cancelados y negocios cerrados. Al tocar tierra, el Iselle trajo lluvias torrenciales y vientos fuertes que causaron la caída de árboles y apagones. Una persona resultó fallecida por la inundación en Kauai.

### Huracán Julio
El huracán Julio se formó derivado de un conjunto de nubosidades localizadas al suroeste de Manzanillo, México; presentaban actividades de lluvias y tormentas eléctricas el 4 de agosto. Estos organizaron su estructura convectiva propiciando su categorización a tormenta tropical a las 15:00 UTC de ese día. Debido a otra cizalladura que se ubicaba al noroeste, el Julio mantuvo constante su intensidad. Ya disipado la cizalladura de viento el 6 de agosto y la formación de un área densa central, caracterizado por presentar una actividad tormentosa, la presencia de un ojo e incremento de su intensidad, presentado en las imágenes de satélite por microondas, permitieron a la NHC ascender al Julio a la categoría 1 de huracán a las 09:00 UTC del 6 de agosto. Con una estructura convectiva, compacta y simétrica con un ojo claro en el centro, el ciclón fue ascendido a la categoría dos a las 09:00 UTC del 7 de agosto, Antes de cruzar el meridiano 140 oeste, el huracán se convirtió en el quinto que alcanza la categoría tres, con vientos de 185 km/h y ráfagas más fuertes. Ya en el área de responsabilidad de la CPHC, el Julio alcanzó su máximo pico de intensidad de vientos de 195 km/h y una presión mínima de 962 hPa. Siguiendo un desplazamiento oeste-noroeste con una velocidad ligeramente rápida, el Julio permanecía constante su intensidad de categoría dos debido a la entrada ligera de aire seco y la influencia de dos crestas subtropicales: una al sur persistente y el debilitamiento de otro al norte que mantenía el desplazamiento, y así. pudiendo esquivar a las islas Hawái. Estando a 765 kilómetros al norte de Honolulu, el sistema se degradó a tormenta tropical con una disminución de su velocidad de desplazamiento. El debilitamiento de una cizalladura de viento al suroeste, supuso la reintensificación del Julio. Fue declarado como un huracán de categoría uno a las 03:00 UTC del 13 de agosto a 900 kilómetros al norte de Honolulu. Luego, tomó un giro del noroeste al este-noreste con una tendencia debilitatoria. El 15 de agosto, mientras se ubicaba a 1.235 kilómetros al norte de Honolulu, el Julio finalmente se disipó.

### Huracán Karina
El precursor de Karina fue un área de perturbación que se desarrolló al suroeste de las costas mexicanas. En los días anteriores, la perturbación organizó su convección alrededor de su centro. La NHC declaró la formación de la depresión tropical Once-E el 13 de agosto a las 525 kilómetros al oeste-suroeste de la ciudad de Manzanillo, México. La convección siguió incrementándose y a las 15:00 UTC fue declarada como la tormenta tropical Karina, ubicado a 180 kilómetros al sur de la isla Socorro. Llegó a convertirse en huracán de categoría uno a las 21:00 UTC del 14 de agosto, mientras se desplazaba al oeste presentando un ojo de magnitud media con un diámetro de 22 kilómetros a pesar de la presencia de una cizalladura de viento moderada al este. Debido a la fuerte influencia de esta, el Karina se degradó a tormenta tropical seis horas después. La tormenta después siguió con su tendencia debilitatoria desplazándose al oeste-suroeste.
Debilitada la cizalladura sumado a la entrada a aguas más cálidas, el Karina se fortaleció ligeramente y el 20 de agosto, el sistema se estacionó a 2.000 kilómetros al este de Hilo, Hawái. El 21 de agosto, la tormenta tomó un giro al este con un debilitamiento y reintensificación posterior. El sistema tuvo fluctuaciones, altibajos, en su intensidad mientras ejecutaba un movimiento irregular. El 22 de agosto, el Karina se reintensificó a huracán y alcanzó su máximo pico de intensidad de vientos de 130 km/h (80 mph). Luego, aceleró en dirección noroeste donde la interacción con los remanentes del Lowell y el huracán Marie propiciaron el incremento de la cizalladura de viento. La exposición del centro de circulación de magnitud baja causó el debilitamiento a depresión tropical el 25 de agosto. El Karina continuó desplazándose en dirección este durante dos días y el 27 de agosto, se degradó a un área de baja presión. Según la NHC, el Karina fue el séptimo huracán con mayor longevidad en el Pacífico oriental, al este del meridiano 140 oeste.

### Huracán Lowell
Los orígenes de Lowell se formó de un área elongada de baja presión, que había adquirido su centro con una convección profunda. Se categorizó a depresión tropical el 18 de agosto a las 03:00 UTC y a tormenta tropical el 19 de agosto. Mientras se desplazaba al oeste-noroeste, la tormenta, de estructura elongada, conformó su convección presentando un largo centro de circulación, en presencia a un cizalladura de viento moderada. Posteriormente, inició a mostrar un ojo extenso, análogo a una rueda, con diámetro aproximado de 167 kilómetros. A las 15:00 UTC del 21 de agosto, la NHC lo ascendió a huracán de categoría uno, ubicado a 1.300 kilómetros al oeste-suroeste de la punta sur de la península de Baja California. Mientras el sistema se desplazó al noroeste, inició a entrar en un ambiente predominantemente infavorable, con el enfriamiento de la temperatura superficial del mar y la presencia de una cizalladura de viento. A las 03:00 UTC del día siguiente fue degradado a tormenta tropical y un debilitamiento gradual, funcional y estructural, ocurrió durante las 48 horas siguientes. Finalmente, a las 03:00 UTC del 24 de agosto, mientras se ubicaba a 1.790 kilómetros al oeste de la punta sur de la península de Baja California, la estructura del Lowell degeneró y por lo tanto, fue degradado a un ciclón postropical.

### Huracán Marie
El huracán Marie fue el sexto ciclón tropical más intenso del Pacífico oriental. Su precursor fue una onda tropical que afectó al sur de Centroamérica a mediados del mes de agosto. Esta onda se convirtió en un área de baja presión al sureste del golfo de Tehuantepec. Ya ubicado al sur del estado de Guerrero, México, la perturbación ganó suficiente organización para ser clasificada como la depresión tropical Trece-E la noche del 21 de agosto. Tan solo seis horas después, con un desplazamiento predominante hacia el oeste-noroeste, el nuevo ciclón fue reclasificado como tormenta tropical asignándosele el nombre de "Marie", cuando se localizaba a 470 kilómetros al sursudoeste de Acapulco, México. Durante las primeras horas del 23 de agosto, el Marie se convirtió en el octavo huracán de la temporada mientras se alejadaba de costas mexicanas. Mostrando una rápida intensificación durante las primeras horas del 24 de agosto, el Marie fue clasificado como huracán categoría 4, con vientos sostenidos de 240 km/h y una presión mínima central de 929 hPa. Y el 24 de agosto a las 21:00 UTC, el ciclón alcanzó la categoría cinco, con un máximo pico de intensidad de vientos de 260 km/h y una presión mínima de 918 hPa. Estructuralmente mostraba una convección profunda bien estrechada a un ojo de 19 kilómetros de diámetro. Después de esto, el 25 de agosto, el Marie tuvo un ciclo de reemplazamiento de ojo y se debilitó a categoría cuatro. En los siguientes días, el Marie se debilitó progresivamente mientras ingresaba a un ambiente hostil con aguas frías y atmósfera más estable. A las 15:00 UTC del 27 de agosto, se degradó a huracán de categoría uno con una desorganización de su convección. A las 21:00 UTC de ese día, se debilitó a tormenta tropical. Finalmente a las 09:00 UTC del 29 de agosto, el Marie se convirtió en ciclón postropical, ubicado a 1.585 kilómetros al oeste-suroeste de San Diego, California, con una circulación elongada y ausencia de convección profunda. Este sistema continuó desplazándose sobre el Pacífico nororiental en unos días más. Mientras siguió moviéndose paralelo a la costa sur de México, el Marie provocó fuertes lluvias en la costa de los estados de Colima, Guerrero y Oaxaca; en este último la crecida de los ríos e inundaciones provocó la hospitalización de cuatro personas por mostrar signos de hipotermia. Por otro lado, en el estado de Colima torrenciales lluvias causaron inundaciones en Tecomán afectando a 300 familias de esa ciudad. En el estado de Jalisco, se reportó la muerte de dos personas cuando fueron arrastrados, en distintos sucesos, por las corrientes provocadas por las precipitaciones y en Estados Unidos, específicamente en la playa de Malibú, un surfista murió debido a las grandes olas a consecuencia del sistema.

### Huracán Norbert
El 2 de septiembre y a pesar de la presencia de una cizalladura de viento, un área de baja presión organizó bien su convección alrededor de su centro, lo suficiente para ser considerado como una tormenta tropical. Por eso, la NHC lo designó y lo nombró: Norbert (14E), a 285 kilómetros al suroeste de Manzanillo, México. Con esto, se emitieron avisos y alertas debido a la cercanía con las costas mexicanas El sistema se fortaleció lentamente y llegó a alcanzar la categoría uno de huracán a las 0:00 UTC del 3 de septiembre, a 345 kilómetros al sur de la punta sur de la península de Baja California. El huracán Norbert se desplazó al noroeste, paralelo a las costas y descargó su intensidad en distintos puntos mientras progresaba su desplazamiento. Se emitió un aviso de huracán a las 03:00 UTC del 5 de septiembre para la parte sur de la península de Baja California, a medida que el sistema rozó la península, provocando lluvias torrenciales, vientos de huracán y marejadas ciclónicas.
A pesar de la influencia moderada de la cizalladura, el ciclón continuó intensificándose, siendo promovido a la categoría dos de huracán a las 0:00 UTC del 6 de septiembre y rápidamente a la categoría tres, por lo que se categorizó como el séptimo huracán mayor de la temporada en menos de seis horas. El Norbert se mostraba estructuralmente típico de un ciclón, con un ojo rasgado y rodeado por un anillo de nubes frías heladas mostradas en las imágenes de satélite. Después de esto, el sistema atravesó aguas más frías y una atmósfera más estable, lo que inició su tendencia debilitatoria después de alcanzar su pico de intensidad. El 8 de septiembre, el Norbert no pudo mantener más su actividad convectiva y, por lo tanto, fue declarado como ciclón postropical. En México, específicamente en la península de Baja California, el ciclón dejó un saldo de tres personas muertas y en Estados Unidos, específicamente en los estados de Arizona y Nevada, la humedad asociada al sistema provocó inundaciones y la muerte de dos personas.

### Huracán Odile
El 7 de septiembre, el Centro Nacional de Huracanes empezó a monitorear un área de convección desorganizada en asociación con una vaguada a cientos de kilómetros al sur de la costa del Pacífico mexicano. La perturbación gradualmente se organizó en medio de un ambiente en que predominaba una cizalladura vertical de viento moderada al noreste y adquirió suficiente organización para ser declarada como la depresión tropical Quince-E a las 09:00 UTC del 10 de septiembre. Seis horas después, fue categorizado como la tormenta tropical Odile a 350 kilómetros al sursudoeste de Lázaro Cárdenas, México El 13 de septiembre, el Odile había adquirido suficiente organización para ser promovido, por la NHC, a huracán de categoría uno. Después, el Odile entró en un período de intensificación rápida, siendo huracán de categoría dos a las 0:00 UTC del 14 de septiembre, huracán de categoría tres a las 06:00 UTC, y huracán de categoría cuatro a las 09:00 UTC de ese día.  Luego de alcanzar su pico de intensidad de vientos de 215 km/h, el inicio del ciclo de reemplazamiento de ojo causó al sistema a debilitarse a categoría tres. Aproximadamente a las 04:45 UTC del 15 de septiembre, el Odile, sin cambios en su intensidad, tocó tierra cerca de Cabo San Lucas en la península de Baja California con categoría 3, en esas áreas se reportaron vientos mayores a 140 km/h. A pesar del contacto con tierra de la península, el Odile se debilitó lentamente a la categoría uno, a las 21:00 UTC del 15 de septiembre. Después, se debilitó a tormenta tropical a las 03:00 UTC del día siguiente y, después de 39 horas, el Odile se debilitó a depresión tropical, con un desplazamiento al noreste, sobre el noroeste de México. Finalmente, la circulación el Odile se elongó y perdió definición, lo que supuso la degradación del sistema a un sistema de remanentes a las 21:00 UTC del 17 de septiembre. El 19 de septiembre, la Weather Prediction Center detalló que los remanentes del sistema finalmente se disiparon entre el sureste de Nuevo México y el oeste de Texas, con ausencia de circulación superficial.
Así mismo, gran cantidad de estados de México fueron afectados severamente además de Baja California Sur, donde causó mayor daño. Los estados donde igualmente causó graves daños fueron Sinaloa, Baja California, Chihuahua, Sonora, Nayarit, Jalisco, Guerrero, Oaxaca, Durango, Colima y Michoacán. Odile descargó lluvias torrenciales y vientos fuertes a su paso sobre estas entidades, propiciando la muerte de dos personas en Oaxaca, de igual número en Puerto Vallarta, 69 edificios dañados en Acapulco, y una persona fallecida en Ciudad Juárez, donde también se registraron inundaciones extraordinarias por de la caída de más de 30 mm de lluvia en una sola noche a causa de los remanentes del ciclón, siendo esta cantidad lo mismo que Juárez registra en una temporada de lluvias promedio (de julio a septiembre) aproximadamente; y finalmente, una enorme destrucción en toda la península de Baja California, con otras dos muertes. En Estados Unidos, específicamente en la ciudad de San Diego, California, el sistema provocó el derribo de árboles y postes de luz, resultando en cortes de energía eléctrica. En Arizona y Texas, se registraron aproximadamente 12 centímetros de lluvias torrenciales, resultando en inundaciones en distintos puntos de las zonas afectadas. En el segundo estado, un alguacil murió y en Nuevo México, un trabajador de la industria petrolera falleció debido a las inundaciones provocadas por los remanentes.

### Depresión tropical Dieciséis-E
La depresión tropical Dieciséis-E se formó de un área pequeña de baja presión el 11 de septiembre. Mientras se desplazaba en dirección norte-noroeste, la depresión no pudo fortalecerse debido a la presencia de una cizalladura de viento moderada al noreste. Horas después y por la influencia de la circulación del Odile, la depresión tomó un giro al norte y su fortalecimiento fue inhibido, con una desorganización en su convección y la dificultad de localización de su centro de circulación de magnitud baja. El sistema inició a desplazarse generalmente al este, aun con la influencia del huracán, que prácticamente lo estaba atrayendo. Finalmente, el 15 de septiembre, la NHC declaró a la depresión como un sistema de remanentes, con una circulación elongada, mal definida y separada de un clúster limitado de convección. Estos fueron absorbidos por la circulación del Odile.

### Huracán Polo
Un área de baja presión al sur de México, proveniente de las costas de Centroamérica, definió su centro de circulación con un aumento en su convección y la presencia de vientos de 35 nudos alrededor de su centro. Estas observaciones fueron suficientes para que la NHC declarara la formación de la tormenta tropical Polo a las 09:00 UTC del 16 de septiembre, ubicado a 580 kilómetros al sur-sureste de Acapulco, México. Aunque su desplazamiento era al noroeste y por su cercanía a las costas mexicanas, se emitió una vigilancia de tormenta tropical para las zonas cercanas al sistema. Debido a las bandas nubosas asociadas al Polo extendiéndose por el suroeste de México, se emitió a las 15:00 UTC del día siguiente un aviso de tormenta tropical. En un ambiente ciertamente favorable, el sistema se intensificó y alcanzó el estatus de huracán de categoría uno a las 03:00 UTC del 18 de septiembre, ubicado a 290 kilómetros al sur de Manzanillo, México. Datos del avión cazahuracanes indicaron que el sistema había desorganizado su estructura y registraron vientos de 65 nudos, debido a un incremento no anticipado de una cizalladura de viento al noreste, por lo que a las 21:00 UTC fue degradado a tormenta tropical. Nunca más pudo intensificarse a huracán y mantuvo su intensidad por el mismo factor, con una estructura cizallada y convección profunda irregular. Polo hizo su máximo acercamiento a la punta sur de la península de Baja California a las 03:00 UTC del 21 de septiembre, con una distancia de sólo 145 kilómetros, luego tomó un giro al oeste-noroeste y siguió debilitándose gradualmente. Ya sin representar más peligro, el gobierno mexicano decidió descontinuar los avisos y alertas de este sistema a las 09:00 UTC. El 22 de septiembre, el Polo se debilitó a depresión tropical a 400 kilómetros al oeste de la punta sur de la península de Baja California y, finalmente, a las 15:00 UTC, la NHC lo degradó a un sistema de remanentes.
A pesar de su lejanía con tierra, el ciclón provocó el fallecimiento de una persona, la desaparición de tres personas, incluyendo dos en el estado de Guerrero. Además, un total de 190 restaurantes y 20 tiendas fueron dañadas. Los daños ascendieron a los USD $7,5 millones.

### Huracán Rachel
El 20 de septiembre, otra área de baja presión proveniente de Centroamérica salió al océano Pacífico. Al entrar en condiciones muy favorables, se intensificó paulatinamente y alcanzó la categoría de depresión tropical, denominado: Dieciocho-E, a las 15:00 UTC del 24 de septiembre, ubicado a 460 kilómetros al oeste-suroeste de Manzanillo, México. Doce horas después, la depresión fue promovido a tormenta tropical y fue nombrado: Rachel. El 27 de septiembre, se inició a percibir un ojo en las imágenes de satélite, que empezó a aclararse con el transcurso de las horas. Sumado a esto y la presencia de anillos convectivos de nubosidad fría alrededor, el Rachel fue promovido a la categoría uno de huracán a las 21:00 UTC, el duodécimo de esta activa temporada y ubicado a 740 kilómetros al oeste-suroeste de la punta sur de la península de Baja California. Dos días después, como resulutado del incremento de la cizalladura de viento y una disminución en su convección, el sistema fue degradado a la categoría de tormenta tropical. El 30 de septiembre, la convección profunda desapareció y el sistema fue degradado a depresión tropical. En horas de la tarde, la NHC emitió su aviso final, indicando que el Rachel se degradó a un sistema de remanentes.

### Huracán Simon
Otra área de baja presión, formado frente a las costas de Centroamérica, empezó a ser monitoreado por la NHC el 27 de septiembre y le dio una probabilidad baja de desarrollo. En los siguientes días, el sistema inició a organizarse lentamente y el 1 de octubre, adquirió suficiente convección profunda para ser catalogado como ciclón tropical, al mismo tiempo la NHC iniciaba la emisión de boletines sobre la depresión tropical Diecinueve-E. A las 09:00 UTC, mientras se ubicaba a 215 kilómetros al oeste-suroeste de Manzanillo, estado de Colima, alcanzó la intensidad de tormenta tropical y fue nombrado: Simon. A finales del 3 de octubre, los vientos del Simon alcanzaron los 120 km/h, convirtiéndolo en el décimo cuarto huracán de la temporada. Al día siguiente, el huracán entró en la fase de rápida intensificación y se convirtió en el noveno huracán mayor del año en el Pacífico oriental. A las 03:00 UTC del 5 de octubre, el sistema alcanzó su pico de intensidad de vientos de 215 km/h con una presión mínima de 946 hPa, que lo convirtió en el sexto huracán de categoría cuatro de la activa temporada.
Luego de mantener brevemente esta intensidad, un ciclo de reemplazamiento de pared de ojo provocó la erosión de su convección y su consecuente debilitamiento a la categoría tres. Sumado a la cizalladura de viento al suroeste del centro, el sistema se debilitó abruptamente y fue declarado tormenta tropical a las 03:00 UTC del siguiente día. Aunque permanecía débil pero con un desplazamiento en dirección a la península de Baja California, el gobierno mexicano emitió una vigilancia de tormenta tropical entre Punta Abreojos y Punta Eugenia. Las lluvias provocadas por el sistema se empezaron a percibir a inicios del 7 de octubre, cuando se ubicaba a 195 kilómetros al oeste-suroeste de Punta Eugenia. A las 21:00 UTC de ese día, el Simon fue degradado a depresión tropical y con esto, la vigilancia fue descontinuada. Finalmente, con una convección profunda desprovista, el sistema fue degradado a un ciclón postropical, ubicado a 75 kilómetros al oeste-noroeste de Punta Eugenia y sin ninguna posibilidad de regeneración.

### Huracán Ana
El precursor del Ana fue un área de nubosidad desorganizada que se empezó a vigilar por la NHC el 11 de octubre. Este se organizó en un área de baja presión horas más tarde. la perturbación pasó al área de responsabilidad de la CPHC el día siguiente y siguió organizándose. El día 13 de octubre, el Centro de Huracanes del Pacífico Central afirmó que la peturbación tuvo suficiente organización para ser declarada como la depresión tropical Dos-C, ubicado a 1.480 kilómetros al este-sureste de las islas Hawái. Seis horas después, el sistema aumentó un poco su intensidad a pesar de tener un centro de circulación de magnitud baja parcialmente expuesto y fue catalogado como la tormenta tropical Ana. El sistema alcanzó su primer pico de intensidad a las 09:00 UTC del día siguiente, presentando vientos de 110 km/h y una presión mínima de 994 hPa. La estructura del Ana fue deteriorada y su fortalecimiento inhibido debido a la influencia moderada de una cizalladura de viento al norte y noroeste del sistema. A pesar de esto, se emitió una vigilancia de tormenta tropical para el archipiélago.
Siguiendo un desplazamiento al oeste-noroeste, el Ana alcanzó la intensidad de huracán a las 21:00 UTC del siguiente día. Y el siguiente día alcanzó su máximo pico de intensidad de vientos de 140 km/h y una presión mínima de 985 hPa. Mientras el Ana se mantuvo al sur del archipiélago, el ciclón produjo marejadas ciclonicas y vientos fuertes. Por eso, la CPHC emitió aviso de tormenta tropical para las islas occidentales.  Luego de batallar con una cizalladura de viento al oeste, el Ana se degradó a tormenta tropical. A mediados de la semana, se desplazó sobre la parte noroeste del archipiélago y con una tendencia debiitatoria.  El sistema se alejó paulatinamente de las islas y consecuentemente los avisos fueron descontinuados. A partir del 24 de octubre, el Ana inició a desplazarse rápidamente al noreste y se intensificó, llegando nuevamente a la intensidad de huracán con vientos de 120 km/h. Esto sucedió cuando su ojo mejoró y permaneció intacto, en un ambiente con cizalladura de viento disminuida y aguas ligeramente cálidas. Finalmente el veloz sistema se degradó a tormenta tropical, y el aumento de otra cizalladura sumado a su estancia en aguas frías provocaron su transición a ciclón extratropical el 26 de octubre sobre mar abierto. El huracán provocó daños menores a su paso por las islas Hawái.

### Tormenta tropical Trudy
El 11 de octubre, la NHC empezó a vigilar a un área limitada de actividad tormentosa frente a las costas de Nicaragua, su fortalecimiento en las horas siguientes había sido inhibido.  Sin embargo, el sistema reinició su proceso de fortalecimiento frente a las costas de Guatemala, mientras se desplazaba en dirección noroeste. A partir del 14 de octubre, las condiciones empezaron a ser favorables para un fortalecimiento y el sistema amplió su actividad tormentosa. A las 21:00 UTC del 17 de octubre se indicó la formación de la depresión tropical Veinte-E ubicado a 190 kilómetros al sureste de Acapulco. Encontrándose sobre aguas cálidas, cizalladura de viento débil y su consecuente aumento de convección el sistema se convirtió en tormenta tropical y fue nombrado: Trudy. A las 09:00 UTC alcanzó su pico de intensidad de vientos en un minuto de 95 km/h y presión mínima de 999 hPa. Una hora después, el Trudy tocó tierra sobre México a 110 kilómetros de Acapulco y se degradó a depresión tropical.  Finalmente, el contacto con terreno montañoso de México provocó su disipación el 19 de octubre mientras se desplazaba al noreste y sus remanentes contribuyeron a la formación de la tormenta tropical Hanna. A su paso por los estados de Guerrero, Oaxaca, Campeche y aledaños, el Trudy provocó desbordamientos de ríos, inundaciones en pueblos y deslaves que dejaron como saldo a ocho personas muertas, más de 2.300 evacuados y 13.000 viviendas afectadas.

### Huracán Vance
Un clúster de tormentas eléctricas consolidado con un área de baja presión se formaron al sureste de México el 23 de octubre.  El sistema se fue fortaleciendo progresivamente y fue primeramente percibida como perturbación tropical por la NHC el 29 de octubre.  Mientras se desplazó al oeste, fue declarado como la depresión tropical Veintiún-E el 30 de octubre.  A finales del día, la depresión fue promovida a tormenta tropical y se le nombró: Vance. Aunque el sistema mantuvo su intensidad a inicios del 1 de noviembre, se debilitó debido a poca organización. Con una disminución de la influencia de una cizalladura de viento y la formación de un aparente ojo, el sistema se fortaleció y se convirtió en el décimo sexto huracán de la activa temporada a las 15:00 UTC del siguiente día. Al día siguiente, el ciclón alcanzó la categoría dos con un pico de intensidad de 175 km/h y presión mínima de 965 hPa.  Sin embargo, una cizalladura de viento intensa causó su desplazamiento al norte y el debilitamiento a categoría uno. El 4 de noviembre, el Vance siguió con esta tendencia debilitatoria mientras era degradado a tormenta tropical y presentaba un desplazamiento al noreste. Finalmente, la NHC emitió su último aviso a finales del 5 de noviembre, cuando se degradó a un área de baja presión.

## Estadísticas de temporada
Esta es una tabla de todas los sistemas que se han formado en la temporada de 2014. Incluye su duración, nombres, áreas afectada(s), indicados entre paréntesis, daños y muertes totales. Las muertes entre paréntesis son adicionales e indirectas, pero aún estaban relacionadas con esa tormenta. Los daños y las muertes incluyen totales mientras que la tormenta era extratropical, una onda o un baja, y todas las cifras del daño están en USD 2014.
| DT | TT | 1 | 2 | 3 | 4 | 5 |

| Nombre                  | Fechas activo                  | Categoría de tormenta en intensidad máxima | Vientos máx. (km/h) | Presión min (hPa) | ACE     | Áreas afectadas                     | Áreas afectadas  | Áreas afectadas | Daños (en millones USD) | Muertos |
| Nombre                  | Fechas activo                  | Categoría de tormenta en intensidad máxima | Vientos máx. (km/h) | Presión min (hPa) | ACE     | Lugar                               | Fecha            | Vientos (km/h)  | Daños (en millones USD) | Muertos |
| ----------------------- | ------------------------------ | ------------------------------------------ | ------------------- | ----------------- | ------- | ----------------------------------- | ---------------- | --------------- | ----------------------- | ------- |
| Amanda                  | 22 – 29 de mayo                | Huracán categoría 4                        | 250 (155)           | 932               | 18.635  | Ninguno                             | Ninguno          | Ninguno         | Mínima                  | 3       |
| Boris                   | 2 – 4 de junio                 | Tormenta tropical                          | 75 (45)             | 998               | 0.405   | Ninguno                             | Ninguno          | Ninguno         | 54.1                    | 6       |
| Cristina                | 9 – 15 de junio                | Huracán categoría 4                        | 240 (150)           | 935               | 12.715  | Ninguno                             | Ninguno          | Ninguno         | Ninguno                 | 0       |
| Douglas                 | 28 de junio – 5 de julio       | Tormenta tropical                          | 85 (50)             | 999               | 2.9575  | Ninguno                             | Ninguno          | Ninguno         | Ninguno                 | 0       |
| Eilda                   | 30 de junio – 2 de julio       | Tormenta tropical                          | 85 (50)             | 1002              | 1.2525  | Ninguno                             | Ninguno          | Ninguno         | Ninguno                 | 0       |
| Fausto                  | 7 – 9 de julio                 | Tormenta tropical                          | 75 (45)             | 1004              | 0.725   | Ninguno                             | Ninguno          | Ninguno         | Ninguno                 | 0       |
| Wali                    | 17 – 18 de julio               | Tormenta tropical                          | 75 (45)             | 1003              | 0.4425  | Ninguno                             | Ninguno          | Ninguno         | Ninguno                 | 0       |
| Genevieve               | 25 de julio – 7 de agosto      | Huracán categoría 3                        | 185 (115)           | 965               | 3.725   | Ninguno                             | Ninguno          | Ninguno         | Ninguno                 | 0       |
| Hernán                  | 26 – 29 de julio               | Huracán categoría 1                        | 120 (75)            | 992               | 2.98    | Ninguno                             | Ninguno          | Ninguno         | Ninguno                 | 0       |
| Iselle                  | 31 de julio – 9 de agosto      | Huracán categoría 4                        | 220 (140)           | 947               | 23.18   | Islas de Sotavento, Hawái           | 8 de agosto      | 95 (60)         | >148                    | 1       |
| Julio                   | 4 – 15 de agosto               | Huracán categoría 3                        | 195 (120)           | 960               | 22.06   | Ninguno                             | Ninguno          | Ninguno         | Ninguno                 | 0       |
| Karina                  | 13 – 26 de agosto              | Huracán categoría 1                        | 140 (85)            | 983               | 12.445  | Ninguno                             | Ninguno          | Ninguno         | Ninguno                 | 0       |
| Lowell                  | 17 – 24 de agosto              | Huracán categoría 1                        | 120 (75)            | 980               | 5.1775  | Ninguno                             | Ninguno          | Ninguno         | Ninguno                 | 0       |
| Marie                   | 22 – 28 de agosto              | Huracán categoría 5                        | 260 (160)           | 918               | 20.535  | Ninguno                             | Ninguno          | Ninguno         | 20                      | 6       |
| Norbert                 | 2 – 7 de septiembre            | Huracán categoría 3                        | 205 (125)           | 950               | 11.085  | Ninguno                             | Ninguno          | Ninguno         | 28.3                    | 5       |
| Odile                   | 10 – 18 de septiembre          | Huracán categoría 4                        | 220 (140)           | 918               | 13.2875 | Cabo San Lucas, Baja California Sur | 14 de septiembre | 205 (125)       | 1,250                   | 18      |
| 16-E                    | 11 – 15 de septiembre          | Depresión tropical                         | 55 (35)             | 1005              | 0       | Ninguno                             | Ninguno          | Ninguno         | Ninguno                 | 0       |
| Polo                    | 16 – 22 de septiembre          | Huracán categoría 1                        | 120 (75)            | 979               | 6.33    | Ninguno                             | Ninguno          | Ninguno         | 7.6                     | 1       |
| Rachel                  | 24 – 30 de septiembre          | Huracán categoría 1                        | 140 (85)            | 980               | 6.6325  | Ninguno                             | Ninguno          | Ninguno         | Ninguno                 | 0       |
| Simon                   | 1 – 7 de octubre               | Huracán categoría 4                        | 215 (130)           | 946               | 9.5625  | Ninguno                             | Ninguno          | Ninguno         | Desconocido             | 0       |
| Ana                     | 13 – 26 de octubre             | Huracán categoría 1                        | 140 (85)            | 985               | 15.0925 | Ninguno                             | Ninguno          | Ninguno         | Mínima                  | 0       |
| Trudy                   | 17 – 19 de octubre             | Tormenta tropical                          | 100 (65)            | 998               | 0.735   | Marquelia, Guerrero                 | 18 de octubre    | 100 (65)        | 12.3                    | 9       |
| Vance                   | 30 de octubre – 5 de noviembre | Huracán categoría 2                        | 175 (110)           | 964               | 8.83    | Ninguno                             | Ninguno          | Ninguno         | Ninguno                 | 0       |
| Totales de la temporada |                                |                                            |                     |                   |         |                                     |                  |                 |                         |         |
| 23 ciclones             | 22 de mayo – 5 de noviembre    |                                            | 260 (160)           | 918               | 198.79  | '                                   | '                | '               | 1,520                   | 49      |

## Nombres de los ciclones tropicales
Los siguientes nombres serán usados para los ciclones tropicales que se formen en el océano Pacífico este y central en 2014. Los nombres no usados están marcados con gris, y los nombres en negrita son de las tormentas formadas. Los nombres retirados, en caso, serán anunciados por la Organización Meteorológica Mundial en la primavera de 2015. Los nombres que no fueron retirados serán usados de nuevo en la temporada de 2020. Esta es la misma lista utilizada en la temporada del 2008, a excepción de Amanda, que sustituyó a Alma, un nombre Amanda se utilizó por primera vez en este año.
| - Amanda - Boris - Cristina - Douglas - Elida - Fausto - Genevieve - Hernan | - Iselle - Julio - Karina - Lowell - Marie - Norbert - Odile - Polo | - Rachel - Simon - Trudy - Vance - Winnie (sin usar) - Xavier (sin usar) - Yolanda (sin usar) - Zeke (sin usar) |

Para las tormentas que se forman en el área de responsabilidad del Centro de Huracanes del Pacífico Central, que abarca el área entre 140 grados al oeste y la Línea internacional de cambio de fecha, todos los nombres se utilizan en una serie de cuatro listas rotatorias. Los siguientes cuatro nombres que se programarán para su uso en la temporada de 2014 se muestran a continuación de esta lista.
| - Wali - Ana | - Ela (sin usar) - Halola (sin usar) | - Iune (sin usar) - Kilo (sin usar) |

### Nombres retirados
El 17 de abril de 2015, durante la XXXVII sesión del Comité de Huracanes de la AR IV, la Organización Meteorológica Mundial (OMM) retiró el nombre de Odile de la lista de nombres para huracanes debido a los cuantiosos daños y perdidas humanas que había provocado. Fue reemplazado por Odalys en la temporada de 2020.

## Energía Ciclónica Acumulada
La Energía Ciclónica Acumulada (ACE, por sus siglas en inglés) es una medida de la energía del huracán multiplicado por la longitud del tiempo en que existió; las tormentas de larga duración, así como huracanes particularmente fuertes, tienen ACE alto. El ACE se calcula solamente a sistemas tropicales que exceden los 34 nudos (39 mph, 63 km/h), es decir, fuerza de tormenta tropical.
| ACE (104kt²) — Ciclón tropical: | ACE (104kt²) — Ciclón tropical: | ACE (104kt²) — Ciclón tropical: | ACE (104kt²) — Ciclón tropical: | ACE (104kt²) — Ciclón tropical: | ACE (104kt²) — Ciclón tropical: | ACE (104kt²) — Ciclón tropical: | ACE (104kt²) — Ciclón tropical: | ACE (104kt²) — Ciclón tropical: | ACE (104kt²) — Ciclón tropical: | ACE (104kt²) — Ciclón tropical: | ACE (104kt²) — Ciclón tropical: | ACE (104kt²) — Ciclón tropical: | ACE (104kt²) — Ciclón tropical: |
| ------------------------------- | ------------------------------- | ------------------------------- | ------------------------------- | ------------------------------- | ------------------------------- | ------------------------------- | ------------------------------- | ------------------------------- | ------------------------------- | ------------------------------- | ------------------------------- | ------------------------------- | ------------------------------- |
| 1                               | 18,6350 (0)                     | Amanda                          | 2                               | 0,4050 (0)                      | Boris                           |                                 |                                 |                                 |                                 |                                 |                                 |                                 |                                 |
| 3                               | 12,7150 (0)                     | Cristina                        | 4                               | 2,5525 (0)                      | Douglas                         |                                 |                                 |                                 |                                 |                                 |                                 |                                 |                                 |
| 5                               | 1,2525 (0)                      | Elida                           | 6                               | 0,7625 (0)                      | Fausto                          |                                 |                                 |                                 |                                 |                                 |                                 |                                 |                                 |
| 7                               | 0 (0,4425)                      | Wali                            | 8                               | 0,7250 (3,0000)                 | Genevieve                       |                                 |                                 |                                 |                                 |                                 |                                 |                                 |                                 |
| 9                               | 2,9800 (0)                      | Hernán                          | 10                              | 16,8950 (6,2850)                | Iselle                          |                                 |                                 |                                 |                                 |                                 |                                 |                                 |                                 |
| 11                              | 8.3900 (13,6700)                | Julio                           | 12                              | 12,4450 (0)                     | Karina                          |                                 |                                 |                                 |                                 |                                 |                                 |                                 |                                 |
| 13                              | 5,1775 (0)                      | Lowell                          | 14                              | 20,5350 (0)                     | Marie                           |                                 |                                 |                                 |                                 |                                 |                                 |                                 |                                 |
| 15                              | 11,0850 (0)                     | Norbert                         | 16                              | 13,2875 (0)                     | Odile                           |                                 |                                 |                                 |                                 |                                 |                                 |                                 |                                 |
| 17                              | 6.3300 (0)                      | Polo                            | 18                              | 6,6325 (0)                      | Rachel                          |                                 |                                 |                                 |                                 |                                 |                                 |                                 |                                 |
| 19                              | 9,5625 (0)                      | Simon                           | 20                              | 0 (15,0925)                     | Ana                             |                                 |                                 |                                 |                                 |                                 |                                 |                                 |                                 |
| 21                              | 0,7350 (0)                      | Trudy                           | 22                              | 8,8300 (0)                      | Vance                           |                                 |                                 |                                 |                                 |                                 |                                 |                                 |                                 |
| Total: 159,895 (38,49)          |                                 |                                 |                                 |                                 |                                 |                                 |                                 |                                 |                                 |                                 |                                 |                                 |                                 |